# Körperschaftsteuer
Die Körperschaftsteuer ist
- eine Steuer auf das Einkommen bestimmter juristischer Personen, z. B. von Kapitalgesellschaften, Genossenschaften, Vereinen, Anstalten, Stiftungen,
- eine Ertragsteuer, weil sie den Ertrag besteuert.

Die Steuersätze sind weltweit sehr unterschiedlich gestaltet.

## Nationale Körperschaftsteuer
- Körperschaftsteuer (DDR)
- Körperschaftsteuer (Deutschland)

## Umstand der Doppelbesteuerung
Die Besteuerung des Gewinns einer Kapitalgesellschaft mit Körperschaftsteuer und die zusätzliche Besteuerung der Gewinnausschüttung beim Anteilseigner kann zu einer steuerlichen Doppelbelastung oder Doppelbesteuerung führen. Eine steuerliche Doppelbelastung entsteht zum Beispiel bei inländischen Steuersachverhalten, wenn sowohl Kapitalgesellschaft als auch Anteilseigner in Deutschland steuerpflichtig sind.
Bei grenzüberschreitenden Sachverhalten (Kapitalgesellschaft z. B. mit Sitz in Frankreich, Anteilseigner mit Wohnsitz in Deutschland) kommt der Terminus der Doppelbesteuerung zum Tragen.
- Das klassische System führt dabei bewusst zur wiederholten Besteuerung des gleichen steuerlichen Sachverhalts. Die Gewinne der Kapitalgesellschaft unterliegen voll der Körperschaftsteuer und anschließend die Gewinnausschüttung voll der Einkommensteuer. Diese Systeme sind weltweit selten (siehe unten: Systeme ohne Tarifermäßigung) und meist kombiniert mit sehr niedrigen Körperschaftsteuersätzen.
- International üblich sind dagegen Systeme, die die Vorbelastung von Gewinnausschüttungen auf Ebene der Kapitalgesellschaft durch eine Tarifermäßigung bei der Besteuerung auf Ebene des Anteilseigners verringern bzw. pauschal vermeiden.
- Eine weitere Möglichkeit, die Doppelbelastung zu vermeiden, besteht darin, die von der Kapitalgesellschaft gezahlte Körperschaftsteuer ganz oder teilweise auf die Einkommensteuer anzurechnen (siehe unten: Anrechnungssysteme; so auch in Deutschland zwischen 1977 und 2000: siehe auch Anrechnungsverfahren). Innerhalb Europas hat dieses System keine Zukunft, da es, um mit dem Europarecht vereinbar zu sein, grenzüberschreitend ausgelegt sein muss (auch eine Anrechnung ausländischer Körperschaftsteuer muss ermöglicht werden). Von den Staaten, die noch Anrechnungsverfahren verwenden, will zum Beispiel Frankreich in den nächsten Jahren ebenfalls einen Systemwechsel vornehmen (Stand: 2004).

Während es in den vorgenannten Fällen zu einer wirtschaftlichen Doppelbelastung bei Einbeziehung der Kapitalgesellschaft und ihrer Gesellschaft kommt, kann bei grenzüberschreitenden Sachverhalten eine Doppelbesteuerung beim gleichen Rechtsträger eintreten, indem zwei Staaten die gleichen Erträge besteuern wollen (z. B. bei Kapitalgesellschaften, die mit Niederlassungen in anderen Staaten wirtschaftlich aktiv sind oder aber Zins- oder Lizenzerträge im Ausland erzielen).
Zur Vermeidung von Doppelbelastungen im Bereich der Ertragsteuern grenzüberschreitend tätiger Kapitalgesellschaften werden sowohl auf natürliche Personen als auch auf juristische Personen anwendbare Doppelbesteuerungsabkommen zwischen den Nationalstaaten geschlossen. Die Methode der Entlastung von der Doppelbesteuerung ist abhängig von der Art der Erträge und kann durch Freistellung der bereits im Ausland besteuerten Gewinne aber auch durch Begrenzung des Steuerabzugs, Anrechnung der ausländischen Steuer oder durch einen vollständigen Verzicht des anderen Staates auf die Besteuerung erfolgen.

## Körperschaftsteuer weltweit
Wenn die Steuerbelastung von Körperschaften miteinander verglichen werden soll, ist zu beachten, dass in einzelnen Ländern weitere Unternehmensteuern wie beispielsweise in Deutschland die Gewerbesteuer erhoben wird und Länder mit niedrigem Steuersatz zu breiterer Bemessungsgrundlage neigen.

### Systeme mit Tarifermäßigung
In diesen Systemen kommt es zu einer pauschalen Entlastung, entweder durch eine teilweise Steuerbefreiung der Ausschüttung oder durch einen niedrigeren Steuersatz. Innerhalb der Kapitalgesellschaftenebene (Tochtergesellschaft schüttet an Muttergesellschaft aus) haben diese Systeme meist eine vollständige Steuerbefreiung.
- In Belgien beträgt der KSt-Satz 31–34,5 %, die Ausschüttung wird beim Anteilseigner entweder mit 25 % besteuert oder er lässt sich veranlagen.
- In Bulgarien beträgt der KSt-Satz 10 % („Flat Tax“). Die Ausschüttung von Gewinnen beträgt 5 %.
- In Dänemark beträgt der KSt-Satz 22 % (2015: 23,5 %).  Dividenden werden mit einer Kapitalertragsteuer von 27 % belastet, die bis zu 49.900 DKK Abgeltungswirkung hat.
- In Deutschland beträgt der KSt-Satz 15 %. Zusätzlich werden bezogen auf den Steuerbetrag 5,5 % Solidaritätszuschlag erhoben, sowie Gewerbesteuer, deren Hebesatz von Kommune zu Kommune unterschiedlich ist. Insgesamt beträgt der Steueranteil ca. 30 % des zu versteuernden Einkommens.
- In Finnland beträgt der KSt-Satz 20 %.
- In Frankreich beträgt der KSt-Satz 25 %.
- In Italien beträgt der KSt-Satz 24 % (zzgl. lokale Steuer).
- In Litauen beträgt der KSt-Satz 15 % (Kleinunternehmen 5 %), die Ausschüttung wird mit 15 % abgeltend besteuert.
- In Luxemburg beträgt der KSt-Satz 21 % (für Einkommen bis 15.000 Euro 20 %), die Ausschüttung ist zur Hälfte steuerfrei.
- In den Niederlanden beträgt der KSt-Satz 25 % (ermäßigter Steuersatz von 20 % für die ersten 200.000 Euro Gewinn), die Ausschüttung wesentlicher Beteiligungen (ab 5 %) wird mit 25 %  besteuert.
- In Norwegen beträgt der KSt-Satz 27 %.
- In Österreich beträgt der KSt-Satz seit 2024 23 % (2005–2022: 25 %, 2023: 24 %); die Ausschüttung wird mit 27,5 % Kapitalertragsteuer abgeltend besteuert.
- In Polen beträgt der KSt-Satz 19 % (ermäßigter Steuersatz von 9 % seit dem 1. Januar 2019 [15 % bis 31. Dezember 2018], wenn der Vorjahresgewinn 1,2 Mio. € nicht überschritten hat), die Ausschüttung wird mit 19 % abgeltend besteuert.
- In Portugal beträgt der KSt-Satz gestaffelt nach Gewinn 21 % bis 30 % zuzüglich eines Gemeindezuschlags von bis zu 1,5 %; die Ausschüttung wird mit 28 % abgeltend besteuert oder zur Hälfte steuerbefreit im Rahmen der Steuerveranlagung.
- In Schweden beträgt der KSt-Satz 22 %, die Ausschüttung wird mit 30 % pauschal besteuert.
- In Slowenien beträgt der KSt-Satz 17 %, Abgeltungsteuer von 25 % für die Dividende.
- In Spanien beträgt der KSt-Satz 25 %.[1]
- In Tschechien beträgt der KSt-Satz 19 %, Dividenden und Ausschüttungen werden mit 15 % abgeltend besteuert.
- In der Türkei beträgt der KSt-Satz 20 % die Ausschüttung wird mit 10 % besteuert.
- In Ungarn beträgt der KSt-Satz seit dem 1. Januar 2017 9 %.
- In den USA beträgt der Steuersatz der Bundessteuer 21 %, die Ausschüttung wird mit 0, 15 oder 20 % besteuert.

### Systeme ohne Tarifermäßigung
Die Ausschüttung wird beim Anteilseigner voll besteuert. Ausschüttungen an andere Kapitalgesellschaften bleiben in der Regel von der Körperschaftsteuer befreit.
- In Irland beträgt der KSt-Satz 12,5 % für gewerbliches und 25 % für nicht gewerbliches Einkommen.
- In der Schweiz gibt es eine Bundeskörperschaftsteuer mit einem Satz von 8,5 %. Daneben gibt es kantonale und Gemeindekörperschaftsteuern mit sehr unterschiedlichen Steuersätzen. Die Spanne der Gesamtbelastung reicht dabei von 16,4 % bis 29,2 %, im Durchschnitt beträgt sie etwa 20 %. Die Steuerlast stellt nämlich abzugsfähigen Aufwand dar und reduziert somit den zu versteuernden Gewinn.

### Vollanrechnungssysteme
Eine Doppelbelastung (inländisch) oder eine Doppelbesteuerung (grenzüberschreitend) wird vermieden. Der Anteilseigner kann die von der Kapitalgesellschaft gezahlte KSt auf seine Einkommensteuer anrechnen.
Deutschland hatte mit dem von 1977 bis 2000 geltenden Anrechnungsverfahren lange Zeit ein solches System. Die Steuergutschrift ist dabei i. d. R. auch als steuerpflichtiges Einkommen anzusehen.
- in Malta 35 %.

### Teilanrechnungssysteme
Nur ein Teil der von der Kapitalgesellschaft bezahlten KSt wird auf die Einkommensteuer des Anteilseigners angerechnet.
- in Japan 34,62 %[2]
- in Kanada 15 % zzgl. 11–16 % lokale Steuer[3]
- im Vereinigten Königreich 20 %[4]

### Steuerbefreiungssysteme/Dividendenfreistellungsverfahren
Auf eine Besteuerung beim Anteilseigner wird verzichtet, so dass die Gefahr der Doppelbelastung (inländisch) nicht besteht.
Estland erhebt bei einbehaltenen Gewinnen (Thesaurierung) keine Steuer (Satz: 0 %), erst bei Ausschüttung muss die Kapitalgesellschaft 20 % Steuer zahlen.
Die Slowakei erhebt eine Körperschaftsteuer von 22 % und stellt die Ausschüttung beim Anteilseigner frei.